# Cernica
Cernica is een gemeente in het Roemeense district Ilfov en ligt in de regio Muntenië in het zuidoosten van Roemenië. De gemeente telt 9056 inwoners (2005).

## Geografie
De oppervlakte van Cernica bedraagt 38 km², de bevolkingsdichtheid is 238 inwoners per km².
De gemeente bestaat uit de volgende dorpen: Cernica, Bălăceanca, Căldăraru, Poșta, Tânganu.

## Politiek
De burgemeester van Cernica is Gelu Apostol (PD).

## Geschiedenis
In 1608 werd Cernica officieel erkend.